# 下北沢ザ・スズナリ
ザ・スズナリは、東京都世田谷区下北沢にある小劇場演劇専用の劇場で、本多劇場グループの中でも代表的な存在である。

## 概要
当初は、「演劇表現を志す若者に活動の機会を提供したい」という本多一夫の意志により、自宅に至近のアパート「下北沢荘」の2階部分を改築することで、自身が主催する俳優養成所「本多スタジオ」の稽古場として誕生した。1981年（昭和56年）3月にここで上演された、同養成所卒業公演『黄昏のボードビル』を機に再度改装され、本格的に劇場として使用されることとなった。当時建設中だった本多劇場に先駆けた、後の本多劇場グループ系列の最初の劇場であり、下北沢が「演劇の街」と呼ばれる起源となった歴史的な小劇場である。客席数定員116名。
建物は下北沢の中心街からやや外れた茶沢通りに面しており、高度成長期の風情が漂う印象的な外観である。劇場の1階部分は飲食店街「すずなり横丁」。かつては同じ建物内に自主製作映画を上映するカフェシアター「鈴なり壱番館」なども入居していた。
2009年には2階部分に客席約70席の「シアター711」（同じく本多劇場グループ）が入居している。

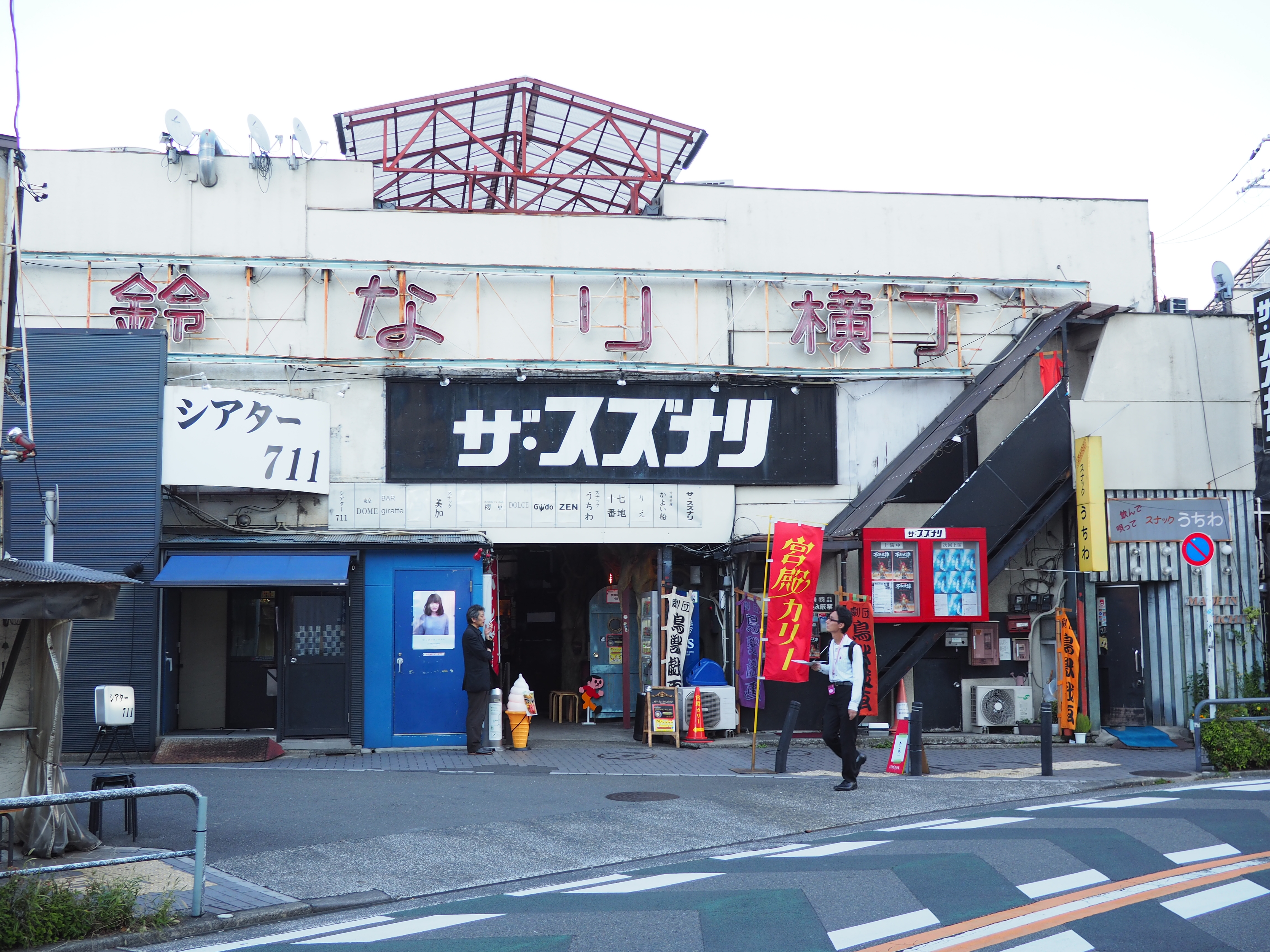
2018年撮影。シアター711入居後。

なお、下北沢の周辺の再開発に関連する道路計画地として当敷地が被っているため、近い将来なんらかの形で移転或いは消滅を余儀なくされる予定である。

## アクセス
- 小田急小田原線・京王井の頭線「下北沢駅」南口より徒歩5分